# Хорді Феррон
Хорді Феррон (ісп. Jordi Ferrón, нар. 19 серпня 1978, Барселона) — іспанський футболіст, що грав на позиції захисника. По завершенні ігрової кар'єри — жіночий футбольний тренер.
Виступав, зокрема, за клуб «Реал Сарагоса», з якимс тав дворазовим володарем Кубка Іспанії, а також молодіжну збірну Іспанії.

## Клубна кар'єра
Будучи уродженцем каталонського міста Бадалона, Хорді Феррон потрапив до Ла Масії — юнацької академії футбольного клубу «Барселона». Виступав та третю та резервну команду каталонців, але за основу «Барселони» так і не дебютував.
Протягом сезону 1999/00 років захищав кольори клубу «Райо Вальєкано», де здійснив прорив, забивши сім м'ячів у чемпіонаті (виступаючи на той момент на позиції півзахисника. Команда за підсумками сезону посіла рекордне у своїй історії дев'яте місце у Ла-Лізі.
Своєю грою за останню команду привернув увагу представників тренерського штабу клубу «Реал Сарагоса», до складу якого приєднався 2000 року. Відіграв за клуб з Сарагоси наступні чотири сезони своєї ігрової кар'єри. За цей час двічі виборов титул володаря Кубка Іспанії, а 2002 року на правах оренди знову захищав кольори клубу «Райо Вальєкано».
Влітку 2004 року він перейшов до «Альбасете», з яким вилетів до Сегунди. Більшість часу, проведеного у складі «Альбасете», був основним гравцем захисту команди. Він грав у другому дивізіоні іспанського футболу до 2008 року.
Завершив ігрову кар'єру у команді «Бадалона» зі свого рідного міста, за яку виступав протягом 2008—2014 років у Сегунді Б.

## Виступи за збірні
1994 року дебютував у складі юнацької збірної Іспанії (U-16), з якою грав на юнацькому чемпіонаті світу 1995 року в Еквадорі, зігравши у всіх трьох іграх, але іспанці не вийшли з групи. Загалом на юнацькому рівні взяв участь у 22 іграх, відзначившись 3 забитими голами.
Протягом 1999—2000 років залучався до складу молодіжної збірної Іспанії, з якою став бронзовим призером молодіжного чемпіонату Європи 2000 року у Словаччині. У матчі за третє місце проти господарів турніру Феррон вийшов на заміну у перерві та забив переможний гол на 58-й хвилині. Всього на молодіжному рівні зіграв у 9 офіційних матчах, забив 2 голи.
У складі олімпійської збірної Іспанії брав участь у футбольному турнірі літньої Олімпіади 2000 року в Сіднеї, ставши разом із командою срібним призером.

## Тренерська кар'єра
Феррон завершив професіональну кар'єру в червні 2015 року у віці 37 років, після чого один рік був граючим тренером аматорського клубу «Кабрера». Згодом, також на обласному рівні, очолював жіночу команду «Сеагуль» з рідного міста.
10 грудня 2019 року Феррон став головним тренером жіночої команди «Еспаньйола», дебютувавши у жіночій Ла Лізі. Покинув команду у червні 2020 року.
У січні 2021 року він приєднався до жіночої команди АЕМ, де став виконувати обов'язки спортивного директора.
У березні 2022 року очолив жіночу команду «Ейбара». Його метою було уникнути вильоту команди, яка була на відстані п'яти очок від безпеки. Однак він не зміг досягти своєї мети і був звільнений у травні після вильоту команди до другого дивізіону.
10 липня 2023 року він став головним тренером японської жіночої команди «ІНАК Кобе Леонесса».

## Титули і досягнення
- Володар Кубка Іспанії (2):

«Реал Сарагоса»: 2000/01, 2003/04